# Aguas Buenas (Puerto Rico)
Aguas Buenas és un municipi de Puerto Rico situat al centre de l'illa, a la zona coneguda com les Montañas Humedas del Este. També és conegut amb els noms de La Ciudad de las Aguas Claras, Los Mulos, El Oasis de Puerto Rico i Los Ñocos. Confina al nord amb el municipi de Bayamón, Guaynabo i San Juan (antic municipi de Río Piedras); al sud amb Cidra; a l'est amb Caguas; i a l'oest amb Comerío. Forma part de l'àrea metropolitana de San Juan-Caguas-Guaynabo.
El municipi està dividit en 10 barris: Aguas Buenas Pueblo, Bairoa, Bayamoncito, Cagüitas, Jagüeyes, Juan Asencio, Mula, Mulita, Sonadora i Sumidero.